# カリビアン航空523便事故
カリビアン航空523便事故（カリビアンこうくう523びんじこ、英: Caribbean Airlines Flight 523）とは2011年7月30日にカリビアン航空523便がガイアナ・ジョージタウン、チェディ・ジェーガン国際空港で滑走路をオーバーランした事故である。搭乗していた163人のうち7人が負傷した。

## 概要
事故機（ボーイング737-8BK）はニューヨーク、ジョン・F・ケネディ空港を出発しトリニダード島ポート・オブ・スペイン、ピアルコ国際空港を経由してジョージタウンへ向かうカリビアン航空の国際定期便として運航されていた。同機は雨のため停止できず、現地時間1時32分（協定世界時5時32分）に滑走路をオーバーランし、外周フェンスを突き破った。そして道路を越えて滑走路06の端から100メートル (330 ft)先で2つに割れて停止した。
事故機には乗客157人と乗員6人が搭乗していた。事故直後に死者は報告されなかった。乗客2人が足を骨折した。負傷者の大半はダイヤモンド診断病院 (Diamond Diagnostic Hospital) で治療を受け、その後ジョージタウン公立病院に移送され、そこで乗客35人が足、背中、首のけがの治療を受けた。事故機はこの事故で修理できないほど損傷した。
トリニダード・トバゴ政府がカリビアン航空を所有していたので、トリニダードの首相、カムラ・パサード＝ビセッサーが状況を把握するためにガイアナへ飛行機で向かった。ガイアナの救急隊は事故の2時間後に事故現場に現れた。トリニダード・トバゴ民間航空局 (TTCAA) およびアメリカの国家運輸安全委員会 (NTSB) からのさらなる関係者が、調査を支援するためにガイアナに招かれた。ガイアナ民間航空局が、NTSBとTTCAAの支援を得て、技術的な調査を率いる。